# I Shardana
I Shardana est un opéra italien en trois actes, avec musique et livret d'Ennio Porrino. 
Il fut d'abord exécuté au Teatro San Carlo de Naples, le 8 mars 1959.